# 蕭正浩
蕭 正浩（しゅう せいこう、シャオ・チェンハオ、1988年10月5日）は台湾の囲碁棋士。台湾棋院所属、陳長清道場出身、九段。国手戦、天元戦各3回優勝など。

## 経歴
1996年に世界青少年囲碁選手権大会少年組3位、1999年2位。1998年中環アマチュア十強戦6位。2001年入段。2005年17歳四段時に第1期国手戦で優勝し初タイトル、五段昇段。2007年六段。2008年、力兆杯、新人王戦、東鋼杯、張栩杯の4棋戦で優勝。2009年七段。2010年天元戦で林至涵に挑戦し、3-1で最年少で天元タイトル獲得。
2008年から中国乙級リーグに台湾棋院チームとして出場。第1回ワールドマインドスポーツゲームズでは団体戦で中華台北代表として出場し4位。2007年中環杯世界囲碁選手権戦、2010年LG杯世界棋王戦出場、アジア競技大会男子団体戦出場。2012年八段、LG杯世界棋王戦ベスト16。2013年には国手戦、天元戦、東鋼杯、中正杯、王座戦の5冠獲得。2014年九段。2014、15年三星火災杯出場。2015年おかげ杯国際新鋭対抗戦出場。
2007、14、15年、倡棋杯中国プロ囲棋選手権戦に台湾代表として出場。

### タイトル歴
- 国手戦 2005、13-14年
- 中環杯囲棋オープン戦 2007年
- 亜芸杯戦 2007年
- 張栩杯U20戦 2008年
- 力兆杯プロ囲棋戦 2008年
- 新人王戦 2008年
- 東鋼杯プロ囲棋戦 2008、13年
- 天元戦 2010、13年、14年
- 海峰杯プロ囲棋戦 2010、16年
- 思源杯プロ囲棋戦 2011年
- 愛心杯プロ囲棋戦 2011年
- MOD電視快棋戦 2012年
- 碁聖戦 2012年
- 台北市中正杯囲棋公開戦 2013年
- 友士杯十段戦 2015-16年

### 他の棋歴
国際棋戦
- LG杯世界棋王戦 ベスト16 2012年（○周鶴洋、×李映九）
- 日台精鋭プロ選手権 ベスト4 2011年
- ワールドマインドスポーツゲームズ
  - 2008年団体戦 予選6-1（○イギリス、○デンマーク、○イスラエル、○ロシア、×韓国、○オランダ、○オーストラリア）、決勝2-1（○香港、×中国（朴文尭）、○日本（山下敬吾））
- アジア競技大会 2010年アジア競技大会における囲碁競技 男子団体戦4位（予選5-1、3位決定戦0-1）
- スポーツアコードワールドマインドゲームズ 2011年男子団体戦4位（3-2）
- 珠鋼杯世界囲碁団体選手権 2013年 3-2（○吳梓森、○劉昌赫、×周睿羊、○小林光一、×崔哲瀚）
- 国手山脈杯国際囲棋戦
  - 2016年 団体対抗戦3位（×范廷鈺、◯富士田明彦）
  - 2017年 団体対抗戦3位（×党毅飛、×平田智也）
- おかげ杯国際新鋭対抗戦 2015年4位、2016年3位

国内棋戦
- 中環杯囲棋オープン戦 準優勝 2006年
- CMC杯電視快棋戦 準優勝 2006年
- 国手戦 挑戦者 2007、09、11、15年
- 愛心杯プロ囲棋戦 準優勝 2009年
- 東鋼杯プロ囲棋戦 準優勝 2011、15年
- 棋王戦 挑戦者 2012年
- 天元戦 挑戦者 2012、16年
- 海峰杯プロ囲棋戦 準優勝 2013年

その他
- 中国囲棋リーグ戦
  - 2008年乙級（台湾棋院）4-2
  - 2009年丙級（台湾棋院）7-0
  - 2012年丙級（台湾棋院）5-2
  - 2013年乙級（台湾棋院）1-6
  - 2014年丙級（台湾中環）5-2
  - 2015年乙級（台湾中環）4-3
  - 2016年丙級（台湾中環）5-2
  - 2017年丙級（台湾中環）4-3